# Relațiile dintre România și Grecia
Relațiile dintre România și Grecia au fost stabilite la nivel de legație 20 februarie 1880 și au fost ridicate la nivel de ambasadă la 1 ianuarie 1939. Ambele state sunt membre ale Uniunii Europene și ale NATO. Relațiile dintre România și Grecia au fost întrerupte în timpul celui de-Al Doilea Război Mondial și reluate în 25 august 1956 la nivel de ambasadă. România are ambasadă la Atena și consulat general la Salonic. România mai are două consulate onorifice în Corfu și Patras. Grecia are ambasadă în București și o secție maritimă la Constanța.
Numărul aromânilor și meglenoromânilor din Grecia a scăzut conform estimărilor din jurul anului 2000 la sub 3.000 de persoane, iar numărul grecilor din România se cifra în anul 2011 la 3.668 de persoane.

## Legături externe
- AMBASADA ROMÂNIEI în Republica Elenă Arhivat în 23 aprilie 2020, la Wayback Machine.
- HELLENIC REPUBLIC Greece in Romania